# Bruno Rajaozara
Bruno Rajaozara, nacido el 8 de mayo de 1981, es un futbolista profesional de Madagascar. Actualmente juega en el AS Adema, club de fútbol localizado en Ivato, Madagascar, en el que ocupa la posición de portero desde el año 2006.
En cuanto a equipos nacionales, forma parte de la Selección de fútbol de Madagascar desde el 2007.